# Temple de Confucius de Shanghai
Le temple confucéen de Shanghai (chinois : 上海文庙 ; pinyin : Shànghǎi Wénmiào) est un temple confucéen dans la ville de Shanghai en République populaire de Chine.
Le temple s'inspire de celui de Qufu, ville où Confucius est décédé. Il est situé sur la route Wenmiao (文庙路) dans le district de Huangpu. 

## Histoire
Le temple est fondé durant la dynastie Yuan et reconstruit plusieurs fois durant les siècles suivants. De 1851 à 1855, le temple sert de quartier général à une organisation politique et militaire, la Société des Petites Épées. Au cours des combats qui s'ensuivent avec cette organisation, le temple est presque complètement détruit. Reconstruit sur son emplacement, il est à nouveau sévèrement endommagé durant la Révolution culturelle avant d'être réhabilité en 1995. Il est aujourd'hui une des attractions touristiques de Shanghai et le site d'un important marché du livre.

## Galerie

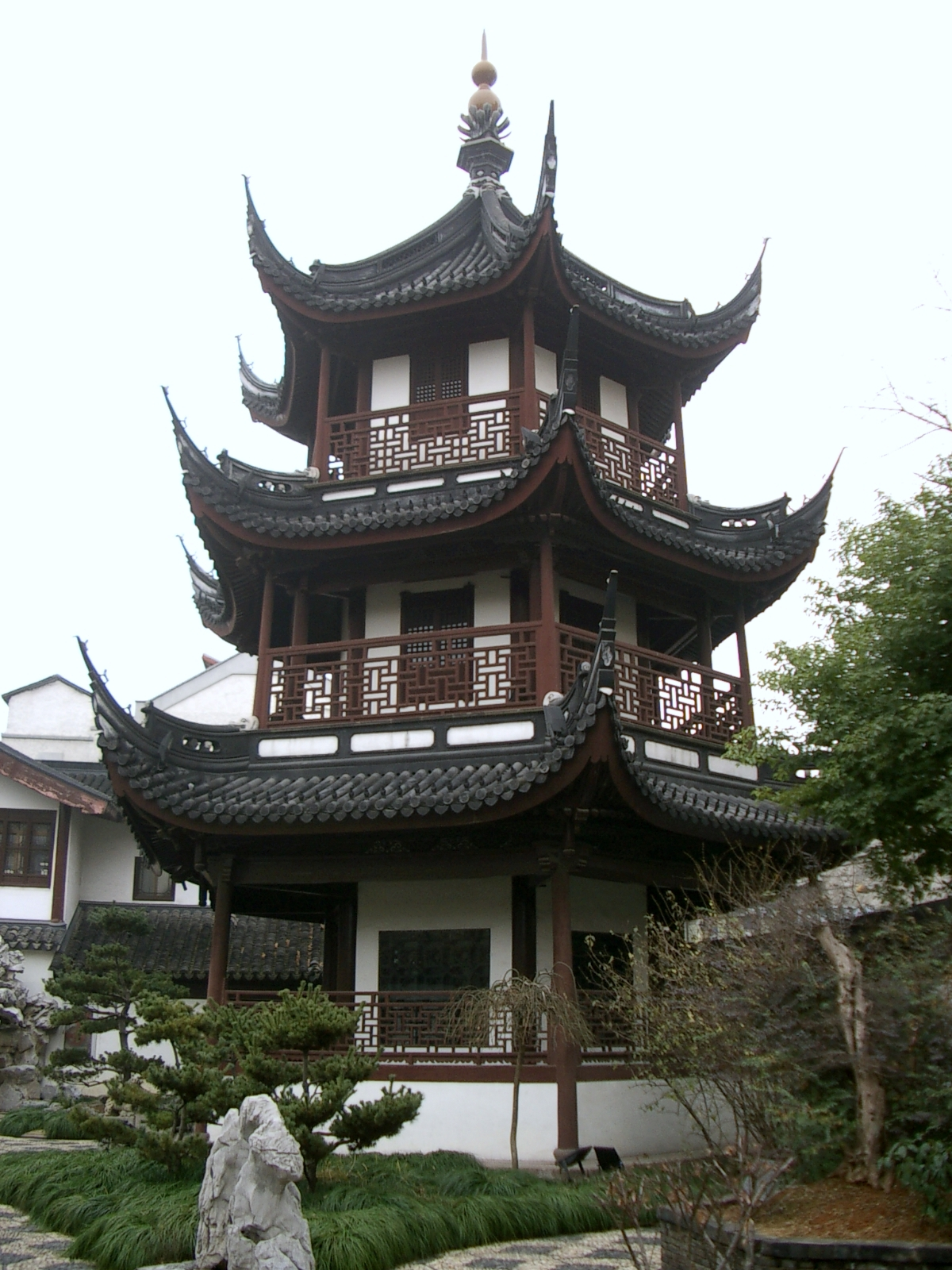
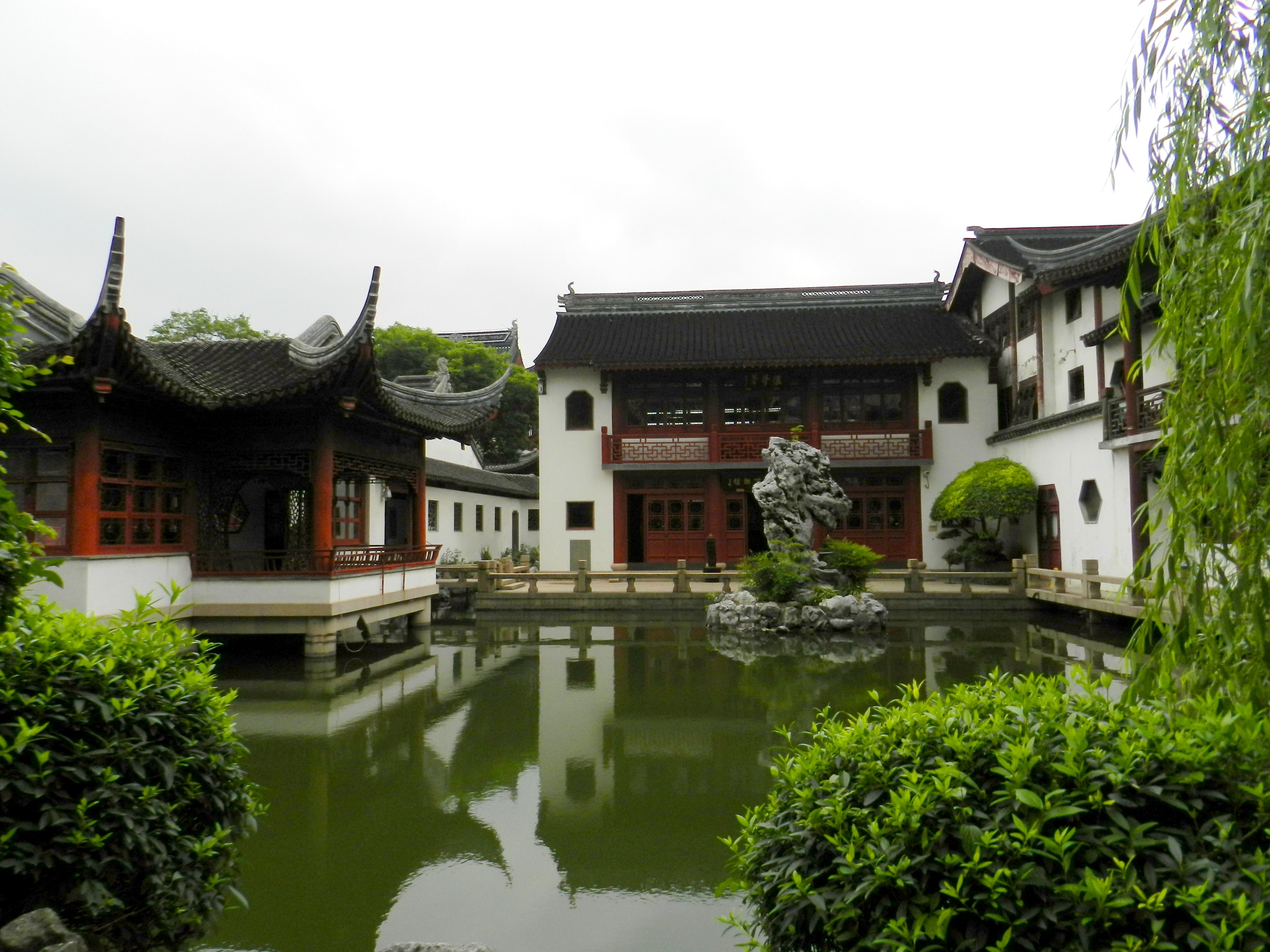
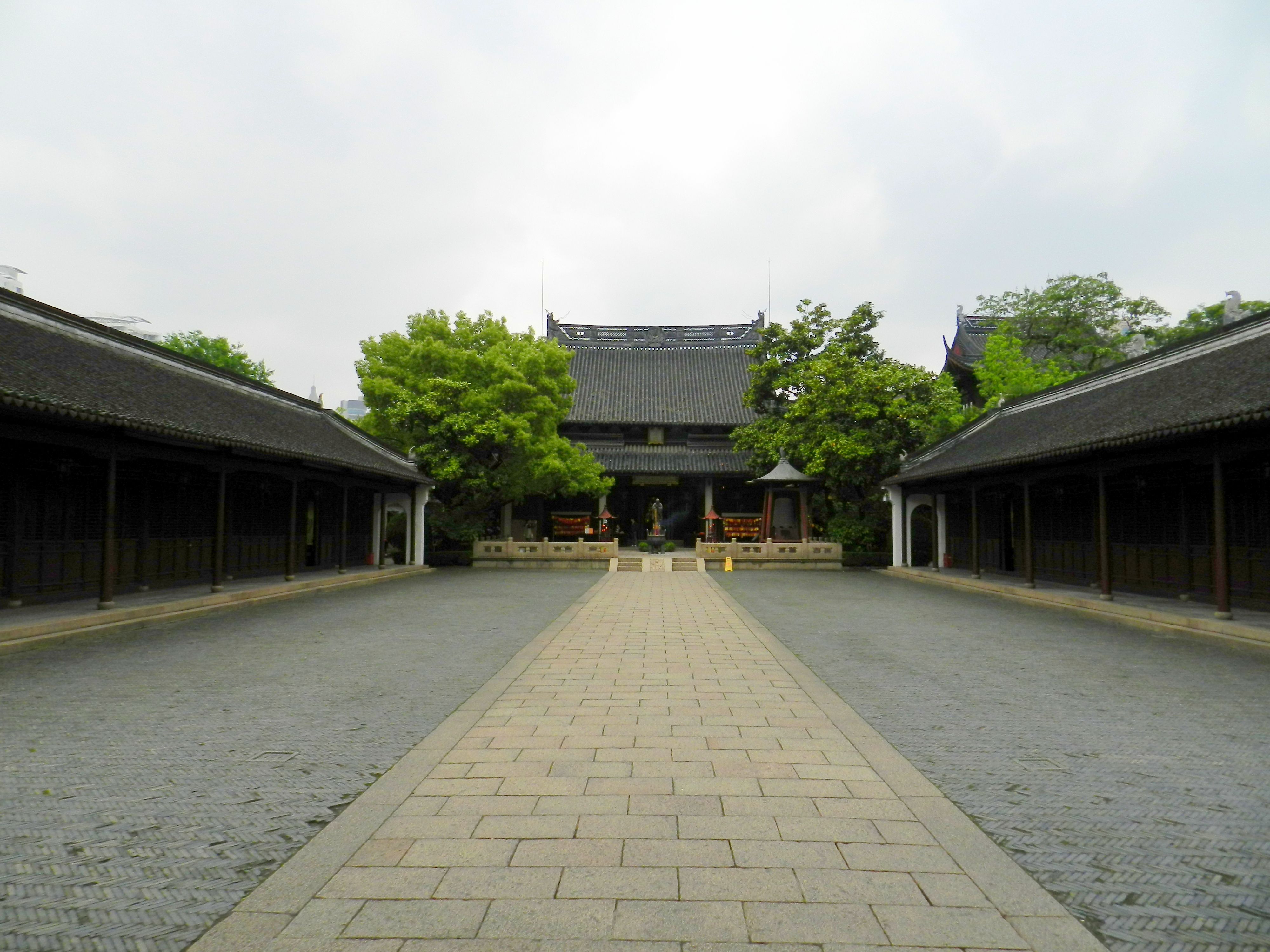
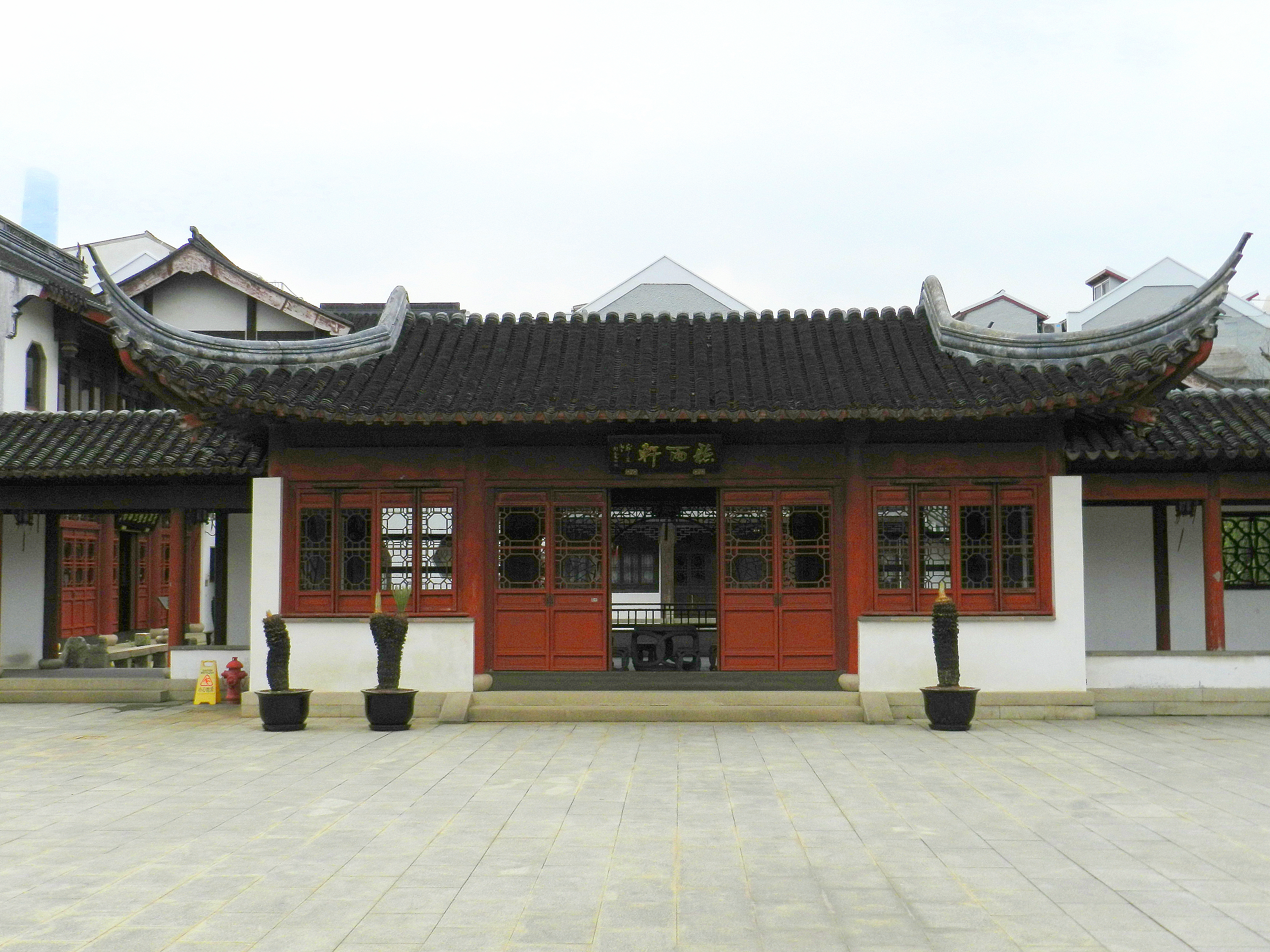
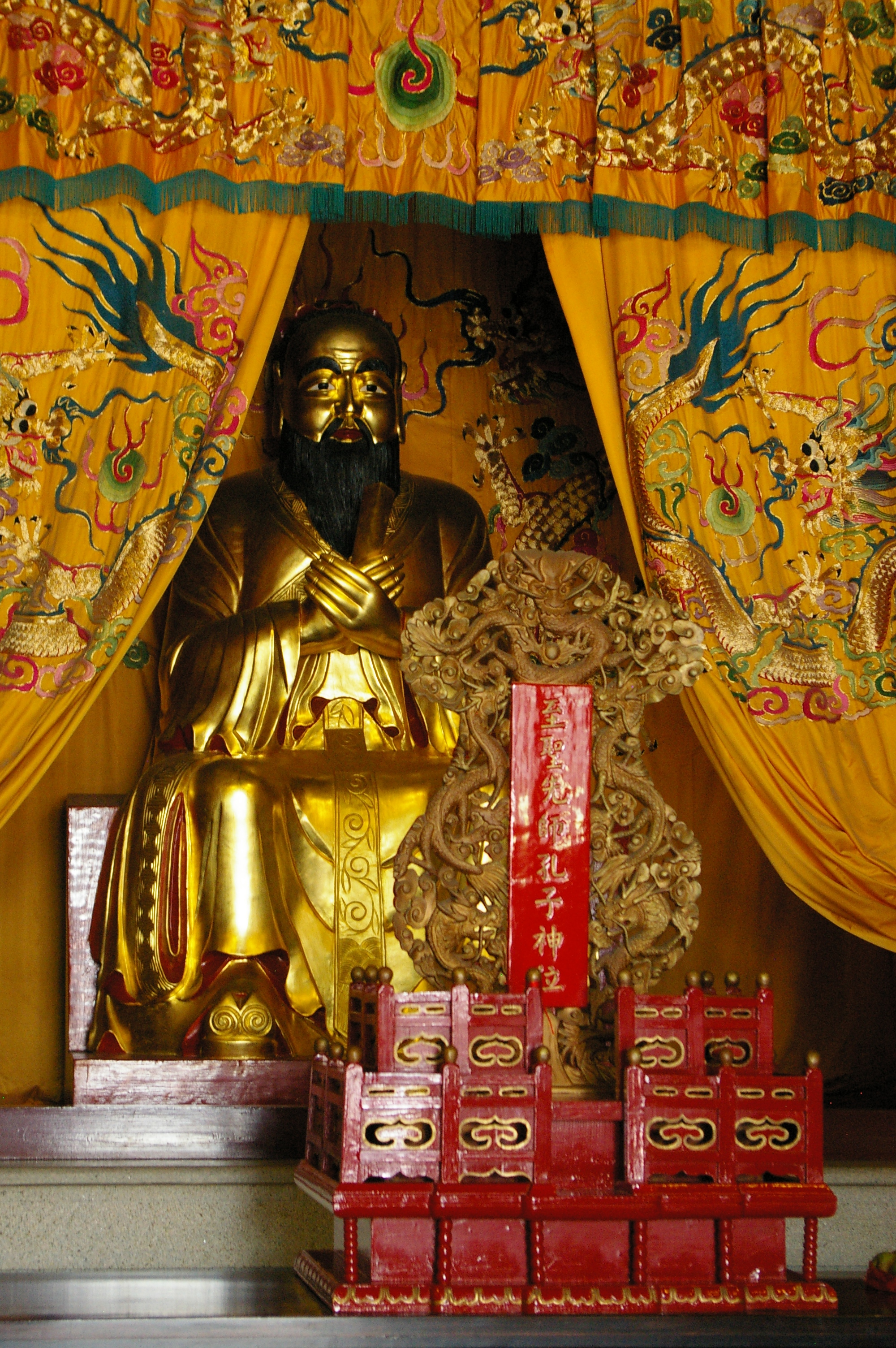